# Andrena praecox
Andrena praecox là một loài ong trong họ Andrenidae. Loài này được Scopoli miêu tả khoa học đầu tiên năm 1763.